# Ao Criador dos Céus
Ao Criador dos Céus é o sexto álbum de estúdio do Koinonya, gravado e lançado em 1992.
Com produção musical de Willen Soares, foi gravado em estúdio na cidade de Brasília. A obra traz Alda Célia e Kleber Lucas como os principais compositores e vocalistas, enquanto Bené Gomes, pela primeira vez, não tem nenhuma canção de sua autoria gravada pela banda. Ludmila Ferber participa nos vocais. Foi o último disco antes da saída de Kleber da banda, que seguiu carreira solo mais tarde com o álbum Rendei Graças (1996).

## Faixas
1. "Pra Te Louvar"
2. "Vento que Vem"
3. "Nossa Gratidão"
4. "Ao Criador dos Céus"
5. "Marchai/Sim ao Nosso Rei Eterno"
6. "Luz no Fim do Túnel"
7. "Digno"
8. "Com Minha Fé"
9. "Não Temas"
10. "Amor de Jesus"
11. "Bendize Ó Minh’alma"